# 第58回グラミー賞
第58回グラミー賞（だい58かいグラミーしょう、The 58th Annual Grammy Awards）は、2016年2月15日にカリフォルニア州ロサンゼルス市のステイプルズ・センターにて授賞式が行われた。司会はLL・クール・Jが2012年から引き続き担当した。

## パフォーマンス
本年度の授賞式までに死去したMaurice White（Earth, Wind & Fire）やGlenn Frey（Eagles）、David Bowie、Lemmy（Motörhead）、B.B. Kingのトリビュートライブが行われた。また、2016年度の「MusiCares Person of the Year」を受賞したLionel Richieと豪華アーティストによるパフォーマンスも披露。
舞台「Hamilton」の出演者による「Alexander Hamilton」は、Richard Rodgers Theatreからの中継で披露された。
| アーティスト                                                                       | 曲 |
| ---------------------------------------------------------------------------------- | --- |
| Taylor Swift                                                                       | - Out of the Woods |
| Carrie Underwood & Sam Hunt                                                        | - Take Your Time - Heartbeat |
| The Weeknd                                                                         | - Can't Feel My Face - In the Night |
| Ellie Goulding & Andra Day                                                         | - Rise Up - Love Me like You Do |
| John Legend, Demi Lovato, Luke Bryan Meghan Trainor, Tyrese Gibson & Lionel Richie | Lionel Richie トリビュート - Easy - Hello - Penny Lover - You Are - Brick House - All Night Long (All Night)                                  |
| Little Big Town                                                                    | - Girl Crush |
| Stevie Wonder & Pentatonix                                                         | Maurice White トリビュート - That's the Way of the World                                                                                      |
| Eagles, Bernie Leadon, Jackson Browne                                              | Glenn Frey トリビュート - Take It Easy |
| Tori Kelly & James Bay                                                             | - Hollow - Let It Go |
| The cast of Hamilton                                                               | - Alexander Hamilton |
| Kendrick Lamar                                                                     | - The Blacker the Berry - Alright |
| Miguel & Greg Phillinganes                                                         | Michael Jackson トリビュート - She's Out of My Life                                                                                           |
| Adele                                                                              | - All I Ask |
| Justin Bieber, Diplo & Skrillex                                                    | - Love Yourself - Where Are Ü Now |
| Lady Gaga                                                                          | David Bowie トリビュート - Space Oddity - Changes - Ziggy Stardust - Suffragette City - Rebel Rebel - Fashion - Fame - Let's Dance - "Heroes" |
| Chris Stapleton, Gary Clark Jr. & Bonnie Raitt                                     | B.B. King トリビュート - The Thrill Is Gone                                                                                                   |
| Alabama Shakes                                                                     | - Don't Wanna Fight |
| Hollywood Vampires                                                                 | Lemmy トリビュート - As Bad as I Am - Ace of Spades                                                                                           |
| Joey Alexander                                                                     | - |
| Pitbull, Robin Thicke & Travis Barker                                              | - El Taxi - Bad Man |

## 受賞・候補作
受賞は各部門最上段に太字のもの

### 主要部門
最優秀レコード賞 (Record of the Year)
- "アップタウン・ファンク（Uptown Funk）" - マーク・ロンソン featuring ブルーノ・マーズ
- "リアリー・ラブ（Really Love）" - ディアンジェロ
- "シンキング・アウト・ラウド（Thinking Out Loud）" - エド・シーラン
- "ブランク・スペース（Blank Space）" - テイラー・スウィフト
- "キャント・フィール・マイ・フェイス（Can't Feel My Face）" - ザ・ウィークエンド

最優秀アルバム賞 (Album of the Year)
- 『1989』 - テイラー・スウィフト
- 『サウンド＆カラー（Sound & Color）』 - アラバマ・シェイクス
- 『トゥ・ピンプ・ア・バタフライ（To Pimp a Butterfly）』 - ケンドリック・ラマー
- 『Traveller』 - クリス・ステープルトン
- 『ビューティー・ビハインド・ザ・マッドネス（Beauty Behind the Madness）』 - ザ・ウィークエンド

最優秀楽曲賞 (Song of the Year)
- "Thinking Out Loud" - エド・シーラン
- "オールライト（Alright）" - ケンドリック・ラマー
- "Blank Space" - テイラー・スウィフト
- "ガール・クラッシュ（Girl Crush）" - リトル・ビッグ・タウン
- "シー・ユー・アゲイン（See You Again）" - ウィズ・カリファ featuring チャーリー・プース

最優秀新人賞 (Best New Artist)
- メーガン・トレイナー
- コートニー・バーネット
- ジェームズ・ベイ
- サム・ハント
- トリー・ケリー

### ポップ
最優秀ポップ・ソロ・パフォーマンス (Best Pop Solo Performance)
- "シンキング・アウト・ラウド（Thinking Out Loud）" - エド・シーラン（『X（X）』所収）
- "ハートビート・ソング（Heartbeat Song）" – ケリー・クラークソン（『ピース・バイ・ピース（Piece by Piece）』所収）
- "Love Me Like You Do" – エリー・ゴールディング
- "Blank Space" – テイラー・スウィフト
- "Can't Feel My Face" – ザ・ウィークエンド

最優秀ポップ・デュオ／グループ・パフォーマンス (Best Pop Duo/Group Performance)
- "Uptown Funk" – マーク・ロンソン featuring ブルーノ・マーズ（『アップタウン・スペシャル（Uptown Special）』所収）
- "Ship to Wreck" – フローレンス・アンド・ザ・マシーン（『How Big』所収）
- "Sugar" – マルーン5（『V』所収）
- "バッド・ブラッド（Bad Blood）" – テイラー・スウィフト featuring ケンドリック・ラマー
- "シー・ユー・アゲイン（See You Again）" – ウィズ・カリファ featuring チャーリー・プース

最優秀ポップ・ボーカル・アルバム (Best Pop Vocal Album)
- 『1989（1989）』 – テイラー・スウィフト
- 『ピース・バイ・ピース（Piece by Piece）』 – ケリー・クラークソン
- 『ハウ・ビッグ、ハウ・ブルー、ハウ・ビューティフル（How Big, How Blue, How Beautiful）』 – フローレンス・アンド・ザ・マシーン
- 『Before This World』 – ジェームス・テイラー
- 『アップタウン・スペシャル（Uptown Special）』 – マーク・ロンソン

最優秀トラディショナル・ポップ・ボーカル・アルバム (Best Traditional Pop Vocal Album)
- 『The Silver Lining: The Songs of Jerome Kern』 – トニー・ベネット＆ビル・チャーラップ（英語版）
- 『シャドウズ・イン・ザ・ナイト（Shadows in the Night）』 – ボブ・ディラン
- 『ステージズ（Stages）』 – ジョシュ・グローバン
- 『No One Ever Tells You』 – セス・マクファーレン
- 『My Dream Duets』 – バリー・マニロウ

### ダンス／エレクトロニック
最優秀ダンス録音 (Best Dance Recording)
- "Where Are Ü Now" – スクリレックス＆ディプロ with ジャスティン・ビーバー（『スクリレックス・アンド・ディプロ・プレゼント・ジャック Ü（Skrillex and Diplo Present Jack Ü）』所収）
- "We're All We Need" – アバヴ&ビヨンド featuring Zoë Johnston
- "Go" – ケミカル・ブラザーズ featuring Qティップ
- "Never Catch Me" – フライング・ロータス featuring ケンドリック・ラマー
- "Runaway" – ギャランティス

最優秀ダンス／エレクトロニック・アルバム (Best Dance/Electronic Album)
- 『スクリレックス・アンド・ディプロ・プレゼント・ジャック Ü（Skrillex and Diplo Present Jack Ü）』 –  スクリレックス＆ディプロ
- 『アワー・ラヴ（Our Love）』 – カリブー
- 『ボーン・イン・ザ・エコーズ（Born in the Echoes）』 – ケミカル・ブラザーズ
- 『カラカル（Caracal）』 – ディスクロージャー
- 『In Colour』 – Jamie xx

### コンテンポラリー・インストゥルメンタル
最優秀コンテンポラリー・インストゥルメンタル・アルバム (Best Contemporary Instrumental Album)
- 『シルヴァ（Sylva）』 – スナーキー・パピー＆メトロポール・オーケストラ
- 『ギター・イン・ザ・スペース・エイジ（Guitar in the Space Age!）』 – ビル・フリゼール
- 『Love Language』 – ウーター・ケラーマン（英語版）
- 『アフロディジア（Afrodeezia）』 – マーカス・ミラー
- 『ゴスペル・アコーディング・トゥ・ジャズ4（The Gospel According to Jazz, Chapter IV）』 – カーク・ウェイラム

### ロック
最優秀ロック・パフォーマンス (Best Rock Performance)
- "Don't Wanna Fight" – アラバマ・シェイクス（『サウンド＆カラー（Sound & Color）』所収）
- "What Kind of Man" – フローレンス・アンド・ザ・マシーン（『How Big, How Blue, How Beautiful』所収）
- "Something from Nothing" – フー・ファイターズ
- "Ex's & Oh's" – エル・キング（英語版）
- "Moaning Lisa Smile" – ウルフ・アリス

最優秀メタル・パフォーマンス (Best Metal Performance)
- "Cirice" – ゴースト
- "Identity" – オーガスト・バーンズ・レッド
- "512" – ラム・オブ・ゴッド
- "Thank You" – セヴンダスト
- "Custer" – スリップノット（『.5:ザ・グレイ・チャプター（.5: The Gray Chapter）』所収）

最優秀ロック・ソング (Best Rock Song)
- "Don't Wanna Fight" – アラバマ・シェイクス（『サウンド＆カラー（Sound & Color）』所収）
- "Ex's & Oh's" – エル・キング（英語版）（『Love Stuff』所収）
- "Hold Back the River" - ジェームズ・ベイ（『カオス&ザ・カーム（Chaos and the Calm）』所収）
- "Lydia" - ハイリー・サスペクト（英語版）（『Mister Asylum』所収）
- "What Kind of Man" - フローレンス・アンド・ザ・マシーン（『How Big, How Blue, How Beautiful』所収）

最優秀ロック・アルバム (Best Rock Album)
- 『ドローンズ（Drones）』 – ミューズ
- 『カオス&ザ・カーム（Chaos and the Calm）』 – ジェームズ・ベイ
- 『金継ぎ（Kintsugi）』 – デス・キャブ・フォー・キューティー
- 『Mister Asylum』 – ハイリー・サスペクト（英語版）
- 『.5:ザ・グレイ・チャプター（.5: The Gray Chapter）』 – スリップノット

### オルタナティヴ
最優秀オルタナティヴ・ミュージック・アルバム
- 『サウンド＆カラー（Sound & Color）』 – アラバマ・シェイクス
- 『ヴァルニキュラ（Vulnicura）』 – ビョーク
- 『ザ・ウォーターフォール（The Waterfall）』 – マイ・モーニング・ジャケット
- 『カレンツ（Currents）』 – テーム・インパラ
- 『スター・ウォーズ（Star Wars）』 – ウィルコ

### R&B
最優秀R&Bパフォーマンス
- "Earned It (Fifty Shades of Grey)" – ザ・ウィークエンド（『Fifty Shades of Grey (soundtrack)』所収）
- "If I Don't Have You" – テイマー・ブラクストン（英語版）（『Calling All Lovers』所収）
- "Rise Up" – アンドラ・デイ（英語版）（『Cheers to the Fall』所収）
- "Breathing Underwater" – ハイエイタス・カイヨーテ（『チューズ・ユア・ウェポン（Choose Your Weapon）』所収）
- "Planes" – ジェレマイ featuring J・コール（『Late Nights』所収）

最優秀トラディショナルR&Bパフォーマンス
- "Little Ghetto Boy" – レイラ・ハサウェイ（『Lalah Hathaway Live』所収）
- "He Is" – フェイス・エヴァンス
- "Let It Burn" – ジャズミン・サリヴァン
- "Shame" – タイリース・ギブソン
- "My Favorite Part of You" – チャーリー・ウィルソン（英語版）

最優秀R&Bソング
- "Really Love" - ディアンジェロ＆ザ・ヴァンガード（『ブラック・メサイア（Black Messiah）』所収）
- "Earned It (Fifty Shades of Grey)" - ザ・ウィークエンド
- "Let It Burn" - ジャズミン・サリヴァン
- "Shame" – タイリース・ギブソン

最優秀アーバン・コンテンポラリー・アルバム
- 『ビューティー・ビハインド・ザ・マッドネス（Beauty Behind the Madness）』 - ザ・ウィークエンド
- 『エゴ・デス（Ego Death）』- ジ・インターネット
- 『You Should Be Here』- ケラーニ
- 『Blood』- リアン・ラ・ハヴァス（英語版）
- 『ワイルドハート（Wildheart）』- ミゲル

最優秀R&Bアルバム
- 『ブラック・メサイア（Black Messiah）』 - ディアンジェロ＆ザ・ヴァンガード
- 『カミング・ホーム（Coming Home）』- リオン・ブリッジズ
- 『Cheers to the Fall』- アンドラ・デイ（英語版）
- 『Reality Show』- ジャズミン・サリヴァン
- 『Forever Charlie』- チャーリー・ウィルソン（英語版）

### ラップ
最優秀ラップ・パフォーマンス
- "Alright" - ケンドリック・ラマー（『トゥ・ピンプ・ア・バタフライ（To Pimp a Butterfly）』所収）
- "Apparently - J・コール
- "Back to Back" – ドレイク
- "Trap Queen" – フェティ・ワップ（英語版）
- "Truffle Butter" – ニッキー・ミナージュ featuring ドレイク＆リル・ウェイン
- "オール・デイ（All Day）" – カニエ・ウェスト featuring セオフィラス・ロンドン（英語版）、Allan Kingdom、ポール・マッカートニー

最優秀ラップ／サング・コラボレーション
- "These Walls" – ケンドリック・ラマー featuring ビラル（英語版）、Anna Wise、サンダーキャット（『トゥ・ピンプ・ア・バタフライ（To Pimp a Butterfly）』所収）
- "One Man Can Change The World" – ビッグ・ショーン featuring カニエ・ウェスト＆ジョン・レジェンド
- "グローリー（Glory）" – コモン＆ジョン・レジェンド
- "Classic Man" – ジデーナ（英語版） featuring ローマン・ジャンアーサー（英語版）
- "Only" – ニッキー・ミナージュ featuring ドレイク、リル・ウェイン、クリス・ブラウン

最優秀ラップ・ソング
- "Alright" - ケンドリック・ラマー（『トゥ・ピンプ・ア・バタフライ（To Pimp a Butterfly）』所収）
- "All Day" – カニエ・ウェスト Featuring セオフィラス・ロンドン（英語版）、Allan Kingdom、ポール・マッカートニー
- "Energy" - ドレイク
- "グローリー（Glory）" – コモン＆ジョン・レジェンド
- "Trap Queen" - フェティ・ワップ（英語版）（『Up Next』、『Fetty Wap』所収）

最優秀ラップ・アルバム
- 『トゥ・ピンプ・ア・バタフライ（To Pimp a Butterfly）』- ケンドリック・ラマー
- 『2014 フォレスト・ヒルズ・ドライヴ（2014 Forest Hills Drive）』- J・コール
- 『コンプトン（Compton）』- ドクター・ドレー
- 『イフ・ユーアー・リーディング・ディス・イッツ・トゥー・レイト（If You're Reading This It's Too Late）』- ドレイク
- 『ザ・ピンクプリント（The Pinkprint）』- ニッキー・ミナージュ

### カントリー
最優秀カントリー・ソロ・パフォーマンス
- "Traveller" – クリス・ステイプルトン（『Traveller』所収）

最優秀カントリー・デュオ／グループ・パフォーマンス
- "ガール・クラッシュ（Girl Crush）" – リトル・ビッグ・タウン（『Pain Killer』所収）

最優秀カントリー・ソング
- リトル・ビッグ・タウン "ガール・クラッシュ（Girl Crush）" - ヒラリー・リンジー（英語版）、Lori McKenna、Liz Rose（ソングライター）

最優秀カントリー・アルバム
- 『Traveller』 – クリス・ステイプルトン

### ニューエイジ
最優秀ニューエイジ・アルバム
- 『Grace』 - ポール・アヴァーリノス（英語版）
- 『Bhakti without Borders』 - マディ・ダス
- 『Voyager』 - キャサリン・デュック（英語版）
- 『Love』 - ピーター・ケーター（英語版）
- 『Asia Beauty』 - ロン・コーブ

### ジャズ
最優秀インプロヴァイズド・ジャズ・ソロ
- "Cherokee" - クリスチャン・マクブライド（『ライヴ・アット・ザ・ヴィレッジ・ヴァンガード（Live at the Village Vanguard）』所収）
- "Giant Steps" - ジョーイ・アレキサンダー（英語版）（『My Favorite Things』所収）
- "Arbiters of Evolution" - ダニー・マッキャスリン（英語版）（マリア・シュナイダー『The Thompson Fields』所収）
- "敵味方（Friend or Foe）" - ジョシュア・レッドマン（『ザ・バッド・プラス ジョシュア・レッドマン』所収）
- "Past Present" - ジョン・スコフィールド（『パスト・プレゼント（Past Present）』所収）

最優秀ジャズボーカル・アルバム
- 『フォー・ワン・トゥ・ラヴ（For One to Love）』 – セシル・マクロリン・サルヴァント（英語版）
- 『Many a New Day: Karrin Allyson Sings Rodgers & Hammerstein』 - カーリン・アリソン
- 『Find a Heart』 - デニース・ドナテッリ
- 『Flirting with Disaster』 - ロレイン・フェザー
- 『Jamison』 - ジェイミソン・ロス（英語版）

最優秀ジャズ・インストゥルメンタル・アルバム
- 『パスト・プレゼント（Past Present）』 - ジョン・スコフィールド
- 『マイ・フェイヴァリット・シングス（My Favorite Things）』 - ジョーイ・アレキサンダー（英語版）
- 『Breathless』 - テレンス・ブランチャード featuring The E-Collective
- 『カヴァード（Covered: Recorded Live at Capitol Studios）』 - ロバート・グラスパー＆ザ・ロバート・グラスパー・トリオ
- 『ビューティフル・ライフ（Beautiful Life）』 - ジミー・グリーン（英語版）

最優秀ラージ・ジャズ・アンサンブル・アルバム
- 『The Thompson Fields』 - マリア・シュナイダー・オーケストラ
- 『Lines of Color』 - ライアン・トゥルーズデル presents ギル・エヴァンス・プロジェクト
- 『ケルン（Köln）』 - マーシャル・ギルクス＆WDR・ビッグバンド
- 『キューバ（Cuba: The Conversation Continues）』 - アルトゥーロ・オファリル（英語版）＆ザ・アフロ・ラテン・ジャズ・オーケストラ
- 『Home Suite Home』 - パトリック・ウィリアムズ

最優秀ラテン・ジャズ・アルバム
- 『メイド・イン・ブラジル（Made in Brazil）』 - イリアーヌ・イリアス
- 『Impromptu』 - ザ・ロドリゲス・ブラザーズ
- 『Suite Caminos』 - ゴンサロ・ルバルカバ
- 『Intercambio』 - ウェイン・ウォーレス・ラテン・ジャズ・クインテット
- 『Identities are Changeable』 - ミゲル・ゼノン（英語版）

### ゴスペル／コンテンポラリー・クリスチャン
最優秀ゴスペル・パフォーマンス／ソング
- カーク・フランクリン "Wanna Be Happy?" – カーク・フランクリン（ソングライター）（『Losing My Religion』所収）

最優秀コンテンポラリー・クリスチャン・ミュージック・パフォーマンス／ソング
- Francesca Battistelli "Holy Spirit" – Bryan Torwalt、Katie Torwalt（ソングライター）

最優秀ゴスペル・アルバム
- 『Covered: Alive in Asia Live』(Deluxe) – Israel & Newbreed

最優秀コンテンポラリー・クリスチャン・ミュージック・アルバム
- 『This Is Not a Test』 – トビーマック

最優秀ルーツ・ゴスペル・アルバム
- 『Still Rockin' My Soul』 – The Fairfield Four

### ラテン
最優秀ラテン・ポップ・アルバム
- 『A Quien Quiera Escuchar (Deluxe Edition)』 – リッキー・マーティン

最優秀ラテン・ロック、アーバンもしくはオルタナティヴ・アルバム
- 『ダーレ（Dale）』 – ピットブル
- 『Hasta la Raíz』 – ナタリア・ラフォルカデ

最優秀リージョナル・メキシカン・ミュージック・アルバム（テハーノを含む）
- 『Realidades – Deluxe Edition』 – Los Tigres del Norte

最優秀トロピカル・ラテン・アルバム
- 『Son de Panamá』 – ルーベン・ブラデス with Roberto Delgado & Orquesta

### アメリカン・ルーツ
最優秀アメリカーナ・アルバム
- 『Something More Than Free』 – ジェイソン・イズベル（英語版）

最優秀ブルーグラス・アルバム
- 『The Muscle Shoals Recordings』 – ザ・スティールドライヴァーズ（英語版）

最優秀ブルース・アルバム
- 『ボーン・トゥ・プレイ・ギター（Born to Play Guitar）』 – バディ・ガイ

最優秀フォーク・アルバム
- 『Béla Fleck & Abigail Washburn』 – ベラ・フレック＆アビゲイル・ウォッシュバーン

最優秀リージョナル・ミュージック・アルバム
- 『Go Go Juice』  – ジョン・クリアリー

### レゲエ
最優秀レゲエ・アルバム
- 『Strictly Roots』 – モーガン・ヘリテイジ（英語版）
- 『Branches of the Same Tree』 – ロッキー・ドウニ（英語版）
- 『The Cure』 – ジャー・キュア（英語版）
- 『Acousticalevy』 – バーリントン・リーヴィ（英語版）
- 『Zion Awake』 – ルチアーノ（英語版）

### ワールドミュージック
最優秀ワールドミュージック・アルバム
- 『Sings』 - アンジェリーク・キジョー
- 『Gilbertos Samba Ao Vivo』 - ジルベルト・ジル
- 『Music from Inala』 - レディスミス・ブラック・マンバーゾ with エラ・スピラ（英語版） and The Inala Ensemble
- 『Home』 - アヌーシュカ・シャンカール（英語版）
- 『I Have No Everything Here』 -  ゾンバ・プライゾン・プロジェクト（英語版）

### スポークン・ワード
最優秀スポークン・ワード・アルバム
- 『A Full Life: Reflections at Ninety』 - ジミー・カーター

### コメディ
最優秀コメディ・アルバム
- 『Live at Madison Square Garden』 – ルイ・C・K

### ミュージカル劇場
最優秀ミュージカル劇場アルバム
- 『ハミルトン（Hamilton）』 – Daveed Diggs、レネイ・エリース・ゴールズベリイ、ジョナサン・グロフ、Christopher Jackson、Jasmine Cephas Jones、リン＝マニュエル・ミランダ、Leslie Odom、Okieriete Onaodowan、Anthony Ramos、Phillipa Soo（プリンシパル・ソロイスト）。Alex Lacamoire、リン＝マニュエル・ミランダ、Bill Sherman、Ahmir Thompson、Tariq Trotter|（プロデューサー）。リン＝マニュエル・ミランダ（作曲者、作詞者）。

### ビジュアルメディア向け
最優秀コンピレーション・サウンドトラック（ビジュアルメディア向け）
- Various Artists『アルツハイマーと僕：グレン・キャンベル　音楽の奇跡（Glen Campbell: I'll Be Me）』 – ジュリアン・レイモンド（英語版）（コンピレーション・プロデューサー）

最優秀スコア・サウンドトラック（ビジュアルメディア向け）
- 『バードマン あるいは（無知がもたらす予期せぬ奇跡）：オリジナル・サウンドトラック（Birdman）』 – アントニオ・サンチェス（作曲者）

最優秀ソング（ビジュアルメディア向け）
- コモン＆ジョン・レジェンド "Glory"（『グローリー/明日への行進（Selma）』より） – Lonnie Lynn、Che Smith、John Stephens（ソングライター）

### 作曲
最優秀インストゥルメンタル作曲
- アルトゥーロ・オファリル（英語版）＆アフロ・ラテン・ジャズ・オルケストラ featuring ルドレシュ・マハンサッパ（英語版） "The Afro Latin Jazz Suite" - アルトゥーロ・オファリル（作曲者）（『Cuba: The Conversation Continues』所収）

### 編曲
最優秀編曲（インストゥルメンタルもしくはアカペラ）
- ペンタトニックス "Dance of the Sugar Plum Fairy" - Ben Bram、Mitch Grassi、Scott Hoying、Avi Kaplan、Kirstie Maldonado、Kevin Olusola（編曲者）（『ザッツ・クリスマス・トゥ・ミー（That's Christmas to Me）』所収）

最優秀編曲（インストゥルメンタルおよびボーカル）
- デヴィッド・ボウイ "Sue (Or in a Season of Crime)" - マリア・シュナイダー（編曲者）（『ナッシング・ハズ・チェンジド：オールタイム・グレイテスト・ヒッツ（Nothing Has Changed）』所収）

### パッケージング
最優秀録音パッケージ
- アスリープ・アット・ザ・ホイール『Still the King: Celebrating the Music of Bob Wills and His Texas Playboys』 - Sarah Dodds、Shauna Dodds、Dick Reeves（アート・ディレクター）

最優秀ボックスドもしくは特別限定版パッケージ
- Various Artists『The Rise & Fall of Paramount Records, Volume Two (1928–32)』 - Susan Archie、Dean Blackwood、ジャック・ホワイト（アート・ディレクター）

### ノーツ
最優秀アルバム・ノーツ
- ジョニ・ミッチェル『Love Has Many Faces: A Quartet』 - ジョニ・ミッチェル（アルバム・ノーツ・ライター）

### ヒストリカル
最優秀ヒストリカル・アルバム
- ボブ・ディラン＆ザ・バンド『ザ・ベースメント・テープス・コンプリート：ブートレッグ・シリーズ第11集（デラックス・エディション）（The Basement Tapes Complete: The Bootleg Series Vol. 11）』 - Steve Berkowitz、Jan Haust、Jeff Rosen（コンピレーション・プロデューサー）。Peter J. Moore、Mark Wilder（マスタリング・エンジニア）。

### プロデューサー
プロデューサー・オブ・ザ・イヤー（非クラシカル）
- ジェフ・バスカー

プロデューサー・オブ・ザ・イヤー（クラシカル）
- David Frost

### リミキサー
最優秀リミックスド録音（非クラシカル）
- マーク・ロンソン featuring ブルーノ・マーズ "アップタウン・ファンク（Uptown Funk）" (Dave Audé Remix) - Dave Audé（リミキサー）

### サラウンド・サウンド
最優秀サラウンド・サウンド・アルバム
- ロジャー・ウォーターズ『死滅遊戯（Amused to Death）』 - James Guthrie（サラウンド・ミックス・エンジニア）。James Guthrie 、Joel Plante（サラウンド・マスタリング・エンジニア）。James Guthrie（サラウンド・プロデューサー）。

### ミュージック・ビデオ／フィルム
最優秀ミュージック・ビデオ
- テイラー・スウィフト featuring ケンドリック・ラマー "バッド・ブラッド（Bad Blood）" - Joseph Kahn（ビデオ・ディレクター）。Ron Mohrhoff（ビデオ・プロデューサー）。

最優秀ミュージック・フィルム
- エイミー・ワインハウス『AMY エイミー（Amy）』 - アシフ・カパディア（英語版）（ビデオ・ディレクター）。James Gay-Rees（ビデオ・プロデューサー）。

### 特別賞
ミュージケアーズ・パーソン・オブ・ザ・イヤー
- ライオネル・リッチー

生涯業績賞
- ルース・ブラウン
- セリア・クルス
- アース・ウィンド・アンド・ファイアー
- ハービー・ハンコック
- ジェファーソン・エアプレイン
- リンダ・ロンシュタット
- Run-D.M.C.